# Narvin Kimball
Narvin Kimball (2 maart 1909 - 17 maart 2006) was een jazz-muzikant uit New Orleans die banjo en contrabas speelde. Tevens stond hij bekend als een goede zanger.
De linkshandige Kimball was zoon van de bassist Henry Kimball. Vanaf het midden van de jaren 20 speelde hij banjo in de bands van onder andere Fate Marable en Papa Celestin. Hij trouwde een groepslid van Celestin's Tuxedo Jazz Band, de pianiste Jeanette Kimball (geboren Salvant).
In de jaren 30, tijdens de Crisis van de jaren 30, stapte Kimball over op de string bass en ging hij spelen in swingbands, waaronder die van Sidney Desvigne. Omdat dat niet veel schoof, had hij daarnaast overdag een baan als postbode. Hij had een eigen band ("Narvin Kimball's Gentlemen of Jazz") en leidde na de Tweede Wereldoorlog een zanggroep. Deze groep, "The Four Tones" (met Fred Minor, Alvin Alcorn en Louis Barbarin) had lokaal enig succes.
Toen rond 1960 de traditionele jazz weer populair werd, pakte Kimeball de banjo weer op. Hij speelde regelmatig in gelegenheden in het French Quarter, zoals de Preservation Hall en Dixieland Hall. In laatstgenoemde hal speelde hij met een band onder eigen naam. Overdag was hij nog steeds postbode en als hij vakantie had maakte hij korte tours buiten New Orleans. Na zijn pensioen als postbode, in 1973, toerde hij veel met de Preservation Hall Jazz Band, in Amerika maar ook in Europa. Het door hem gezongen "Georgia on My Mind" was een vast nummer in de optredens van de band. Hij stopte ermee in 1999: hij was toen 90 jaar oud.
Toen Hurricane Katrina er in 2005 aan kwam, spande Preservation Hall-leider Ben Jaffe zich in, om Kimball en diens vrouw te evacueren naar Baton Rouge. Kimball overleed het jaar erop in South Carolina.